# Siseme neurodes
Siseme neurodes is een vlindersoort uit de familie van de prachtvlinders (Riodinidae), onderfamilie Riodininae.
Siseme neurodes werd in 1857 beschreven door Ménétries.